# Стратулат, Наталья
Наталья Стратулат (рум. Natalia Stratulat; род. 24 июля 1987, Кишинёв), в девичестве Артык (рум. Artîc) — молдавская легкоатлетка, специалистка по метанию диска. Выступает в составе национальной сборной Молдавии с 2012 года, чемпионка Европейских игр в Баку, участница летних Олимпийских игр в Рио-де-Жанейро. Мастер спорта Молдавии международного класса.

## Биография
Наталья Артык родилась 24 июля 1987 года в Кишинёве, Молдавская ССР.
Придя в лёгкую атлетику, занималась одновременно метанием диска и толканием ядра, но в конечном счёте сделала выбор в пользу диска.
Первого серьёзного успеха на взрослом международном уровне добилась в сезоне 2012 года, когда вошла в основной состав молдавской национальной сборной и побывала на Кубке Европы по зимним метаниям в Баре, где с результатом 61,72 метра стала четвёртой в зачёте метания диска (впоследствии в связи с дисквалификацией ставшей второй россиянки Дарьи Пищальниковой переместилась в итоговом протоколе на третью позицию). Также в этом сезоне на соревнованиях в Вила-Реал-ди-Санту-Антониу установила личный рекорд в данной дисциплине — 63,13 метра.
Выполнив олимпийский квалификационный норматив, удостоилась права защищать честь страны на летних Олимпийских играх в Лондоне — прибыла вместе со сборной в олимпийскую деревню, однако вскоре стало известно о проваленном ей допинг-тесте. В её пробе, а также в пробе молдавской метательницы молота Марины Маргиевой, были обнаружены следы запрещённого анаболического стероида станозолола. В итоге спортсменок не допустили к олимпийским стартам и дисквалифицировали.
Во время перерыва в спортивной карьере, связанного с отстранением, Наталья вышла замуж за Андрея Стратулата и родила двоих сыновей-близнецов.
По окончании срока дисквалификации в 2015 году вернулась с активной соревновательной практике: выиграла серебряную медаль на чемпионате Балкан в Питешти, стала седьмой на летней Универсиаде в Кванджу, отметилась выступлением на командном чемпионате Европы в Чебоксарах, одержала победу на Европейских играх в Баку.
В 2016 году стала серебряной призёркой чемпионата Балкан, тогда как на молдавском национальном первенстве метнула диск на 61,85 метра, выполнив тем самым олимпийский квалификационный норматив (61,00). Принимала участие в чемпионате Европы в Амстердаме, где с результатом 54,45 метра закрыла двадцатку сильнейших предварительного квалификационного этапа. На Олимпийских играх в Рио-де-Жанейро в программе метания диска с результатом 53,27 метра не смогла выйти в финал, расположившись в итоговом протоколе соревнований на 30 строке.
После Олимпиады в Рио Наталья Стратулат вновь отошла от большого спорта в связи с рождением детей, в её семье появились ещё двое сыновей-близнецов.